# Катя Антонова
Катя Антонова е съвременна българска писателка, родена в гр. София през 1982 година. Авторка е на детски книги, романи и разкази, сред които най-популярна и успешна е поредицата ѝ „Феята от захарницата“, сочена за най-продаваната поредица детски съвременни български книги. Издателка, собственичка на детското издателство „Рибка“. Работила е в творческите отдели на големи рекламни агенции, писала е и за медии. Майка на 4 деца.

## Награди, номинации, участия
- Най-четен автор на детска литература за 2022 г.[12][13][14]
- Награда „Бисерче вълшебно“ (2023 г.), категория „Изследователи“ (8 – 10 г.) с „Ванилия Величественова Всемогъщова“ – петата книга от поредицата „Феята от захарницата“.[15][16]
- Номинация за Жена на годината 2023: категория Бизнес.[17]
- Участник в „Черешката на тортата“ (2022 г.).[18]
- Представление „Феята от захарницата“ – Театър София[19] и Театър „Сълза и смях“.[20]

## Детски книги
- „Принцесешки истории и други необикновени случки“ (2011)
- „Рибка“ (2013)
- „Двете кралства“ (2014)
- „Какво значи да си силен“, „Какво значи да си красива“, „Какво значи да си богат“ (2016)
- „Феята от захарницата“ (2017)
- „Феята от захарницата 2: Четиринайсет Ванилии и половина“ (2018)
- „Седмицата на мишлето“, поредица (2019 – 2020)
- „Феята от захарницата 3: Агент Ванилия в мисия „Горска ягода“ (2020)
- „Принцеси наистина“ (2021)
- „Празниците на мишлето“, поредица (2021 – )
- „Феята от захарницата 4: Баобаба“ (2021)
- „Зевс“ (2022)
- „Феята от захарницата 5: Ванилия Величественова Всемогъщова“ (2022)
- "Феята преди захарницата: Две трудни цветя и един фейояд" (2024)

## Други издания
- „Призракът“ (2012) – роман
- „Как си, Мечо?“ (2014) – игра за света на емоциите
- „Малка сладка“ (2015) – детска готварска книга
- „Малка соленка“ (2018) – детска готварска книга
- „Ангелчета за заспиване“ (2018) – малка игра за лека нощ
- „10 женски изневери“ (2018) – разкази
- „Величествените рецепти за сладкиши на Ванилия“ (2023)